# José Pastoriza
José Omar Pastoriza (* 23. Mai 1942 in Rosario; † 2. August 2004 in Buenos Aires; Spitzname: El Pato) war ein argentinischer Fußballspieler und ‑trainer.
In seiner aktiven Karriere war Pastoriza Mittelfeldspieler und trat mit der argentinischen Nationalmannschaft bei der Weltmeisterschaft 1966 an. Er stand beim Racing Club Avellaneda, Independiente und dem AS Monaco unter Vertrag. Als Trainer arbeitete er bei 13 Mannschaften in sechs Ländern, vor allem bei Vereinsmannschaften in Lateinamerika. Pastoriza war der Onkel von Diego Forlán.

## Spielerkarriere
Geboren 1942 in Rosario in der Provinz Santa Fe, spielte Pastoriza in den Jugendmannschaften von Rosario Central und CA Colón. Seine Profikarriere begann er 1964 beim Racing Club Avellaneda.
Ab Januar 1966 spielte Pastoriza für Racings Lokalrivalen Independiente, mit dem er seine größten Erfolge als Spieler feierte: Drei Mal gewann er mit Independiente die argentinische Meisterschaft und ein Mal die Copa Libertadores. Insgesamt bestritt er für Independiente 184 Partien und erzielte 32 Tore. 1966 nahm er an der Fußball-Weltmeisterschaft in England teil, kam aber nicht zum Einsatz. Im Jahr 1971 wurde er zu Argentiniens Fußballer des Jahres gewählt.
1972 wechselte Pastoriza zum französischen Zweitligisten AS Monaco, mit dem er 1973 in die Division 1 aufstieg und 1974 das Finale im französischen Pokal erreichte. 1975 beendete er bei Monaco seine Spielerkarriere.

## Trainerkarriere
In seiner Karriere als Fußballtrainer, die er 1976 begann, arbeitete José Pastoriza bei elf Vereinen und zwei Nationalmannschaften in sechs Ländern. Mehrmals engagiert war er bei CA Independiente und CA Talleres in seinem Heimatland Argentinien, daneben wirkte er auch in Kolumbien, Brasilien, Spanien und Bolivien und trainierte die Auswahlteams von El Salvador´und Venezuela.
Zu seinen Erfolgen als Trainer zählt der mehrmalige Gewinn der argentinischen Meisterschaft mit Independiente.
Bis zu seinem Tod 2004 in Buenos Aires im Alter von 62 Jahren arbeitete Pastoriza als Fußballtrainer.

## Erfolge

### Als Spieler
- Copa Libertadores (1): 1972
- Argentinische Meisterschaft (3): Nacional 1967, Metropolitano 1970, Primera División (Argentinien) 1971|1971]]

### Als Trainer
- Argentinische Meisterschaft (2): Nacional 1977, Primera División (Argentinien) 1978|1978]]
- Campeonato Carioca (1): 1985
- Taça Guanabara (1): 1985
- Supercopa Sudamericana (1): 1985

## Auszeichnungen
- Argentiniens Fußballer des Jahres (1): (1971)